# Ringwall Bleibeskopf
Der Ringwall Bleibeskopf liegt auf dem Bleibeskopf, einer dem Taunuskamm etwa 1,5 km vorgelagerten Bergkuppe. Anhand der örtlichen Fundsituation ist er der Urnenfelderkultur (etwa 800 v. Chr.) zuzuordnen. 

## Lage und Beschreibung

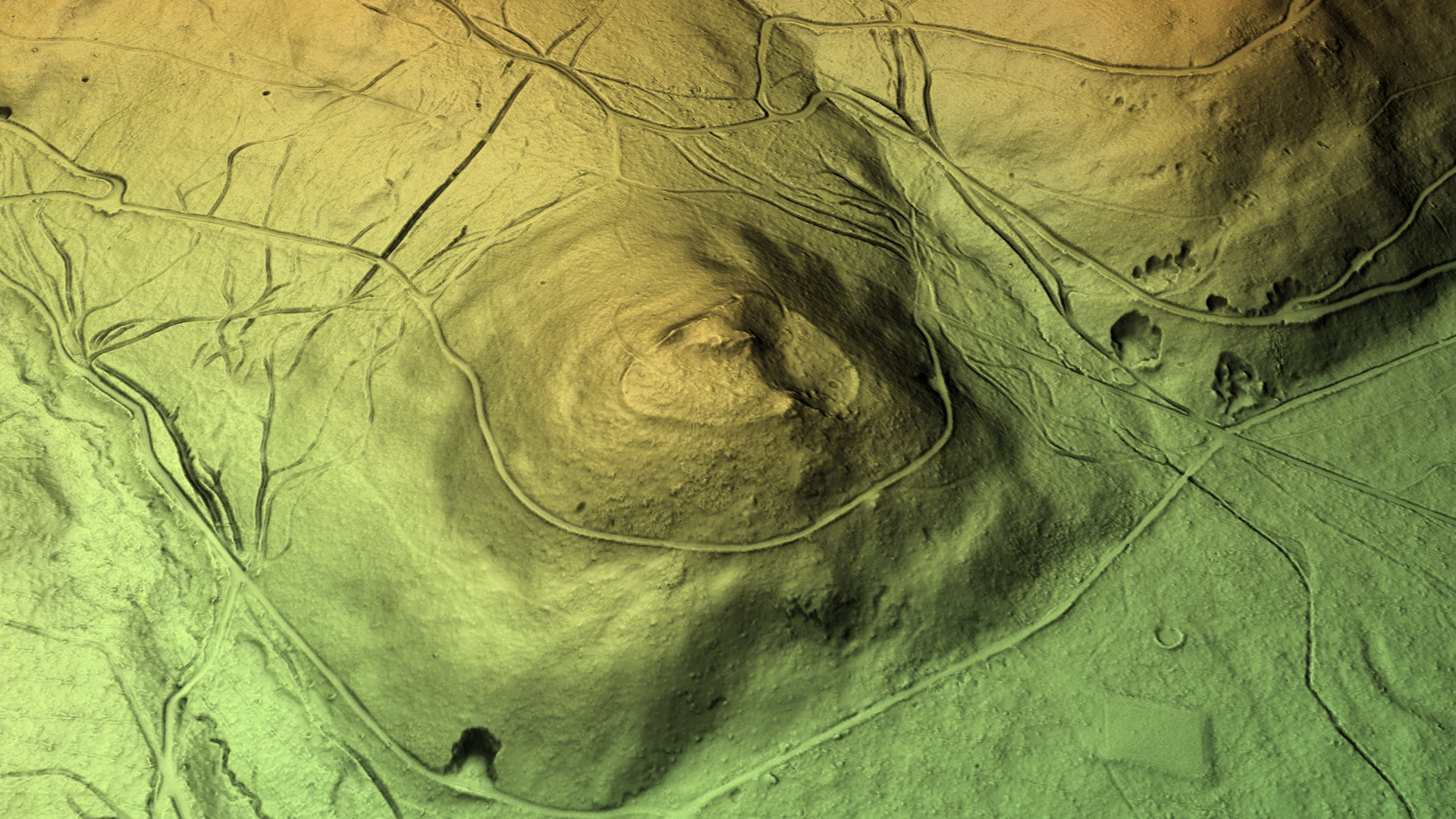
Digitales Reliefbild des Bleibeskopf

Der Ringwall Bleibeskopf liegt etwa 6 km nordwestlich des Stadtzentrums von Bad Homburg vor der Höhe und 3,5 km südwestlich der Saalburg. Dabei liegt er etwa 150 m niedriger als die Kammlinie des Taunus in diesem Bereich. Er umschließt die Kuppe des Bleibeskopf der in diesem Bereich nach Westen, Süden und Osten steil abfällt. Lediglich im Norden findet sich ein flacher Übergang, der sich in Sattelform an den Roßkopf anschließt. Die Anlage ist komplett bewaldet.
Der Wall selbst hat einen Umfang von knapp 500 m und umschließt ringförmig eine Fläche von 1,4 ha. Die Anlage nutzt das bestehende Geländeprofil aus und integriert so unter anderem bestehende Felsformationen an der Südwestseite in den Wall. Innerhalb der Anlage besteht eine Höhendifferenz von bis zu 25 m. In der Folge gliedert sich der Innenraum im Wesentlichen in drei Höhenstufen.
Die oberste Höhenstufe ist die nördliche. Diese ist der für Verteidigungszwecke am stärksten ausgebaute Anlagenteil, was sich dadurch bedingt, dass hier der geländetechnisch gesehen anfälligste Bereich der Anlage befindet. 
Die zweite Höhenstufe weist eine Neigung nach Süden auf und befindet sich im westlichen Bereich des Walls. Die dritte und somit tiefste Höhenstufe liegt im Osten.
Der Wall selbst bestand aus einer gut 3,0 m breiten Trockenmauer. Ein Graben findet sich nicht, wobei dieser auch lediglich im Norden hätte notwendig sein können. Den Zugang zur Anlage erlaubte ein Tor im Norden.
In der heutigen Darstellung wird durch örtliche Schilder dazu aufgefordert, Steintürme und andere Kunstwerke mit den herumliegenden Steinen zu errichten. Entsprechend finden sich an der Anlage sehr viele solcher Verzierungen. Weitreichend sind auch Gehwege und Maueranlagen mit Steinlegungen markiert. Diese entsprechen aber wahrscheinlich nicht der historischen Darstellung.

## Erforschung
Untersuchungen am Ringwall Bleibeskopf wurden in den Jahren 1899, 1909 und 1910 von Christian Ludwig Thomas durchgeführt. Die Fundsituation lässt dabei typologisch wie auch chronologisch ein einheitliches Gesamtbild und die entsprechende Datierung in die Zeit der Urnenfelderkultur zu. Zudem scheint eine rein einperiodige Besiedlung gesichert zu sein. Besondere Bedeutung haben dabei sieben Depotfunde. Die gefundenen Bronzegegenstände belegen ein breites Spektrum von Waffen, Werkzeug, Schmuck und sonstigem Gerät, wobei Gusskuchen auf lokale Werkstätten hindeuten. Aus welchem Grund die Depots entstanden, ist heute unklar. Die Funde unterstreichen aber die Bedeutung der Anlage, die nach den vorliegenden Forschungsergebnissen als dauerhafte Höhensiedlung einzustufen ist.

## Denkmalschutz
Der Burgstall der Wallanlage ist ein Bodendenkmal nach dem Hessischen Denkmalschutzgesetz. Nachforschungen und gezieltes Sammeln von Funden sind genehmigungspflichtig, Zufallsfunde an die Denkmalbehörden zu melden.

## Galerie

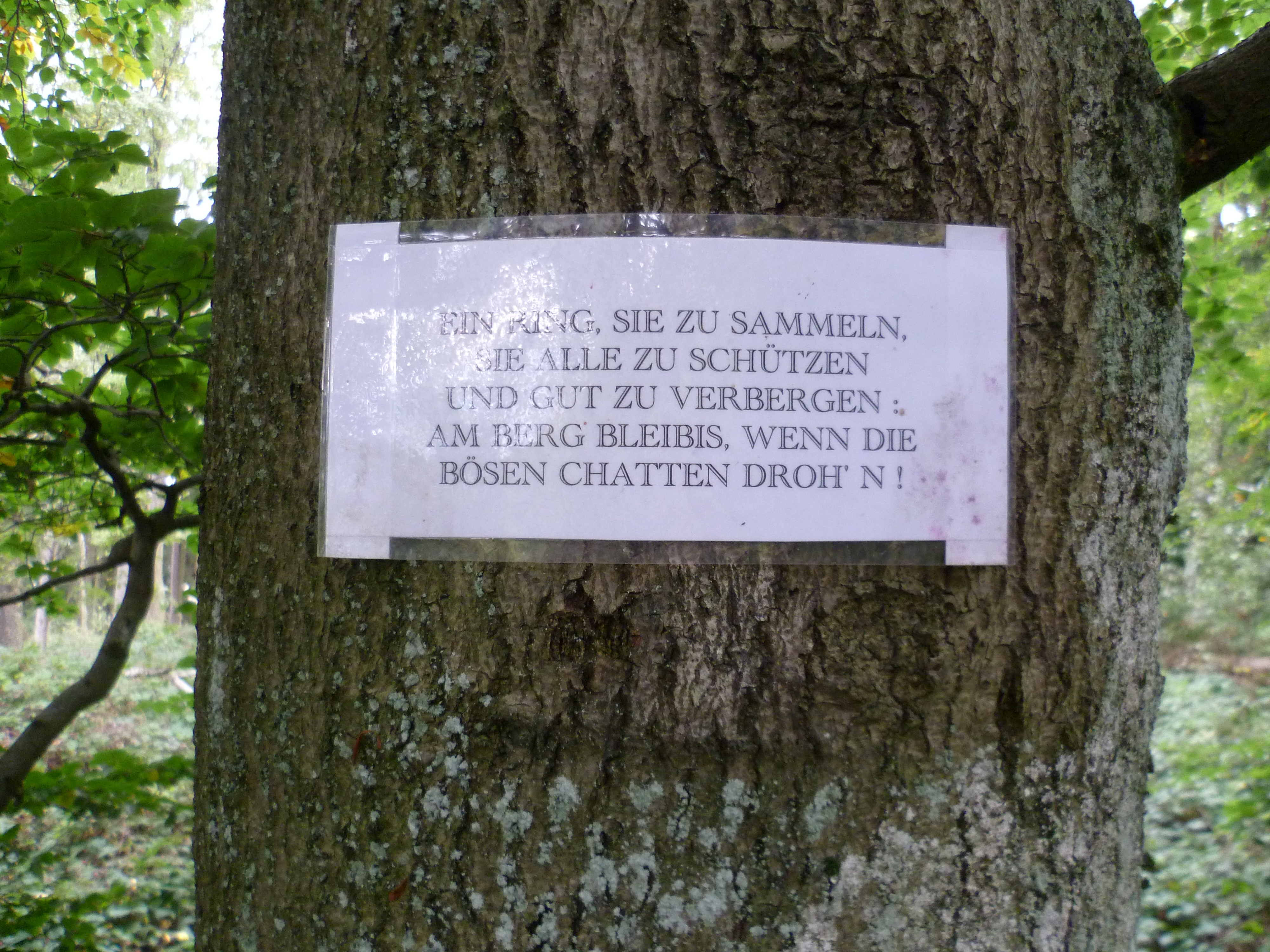
Der Autor dieses Spruchs interpretiert die Funktion des Walls anlehnend an den Herrn der Ringe, wissenschaftlich aber unkorrekt.
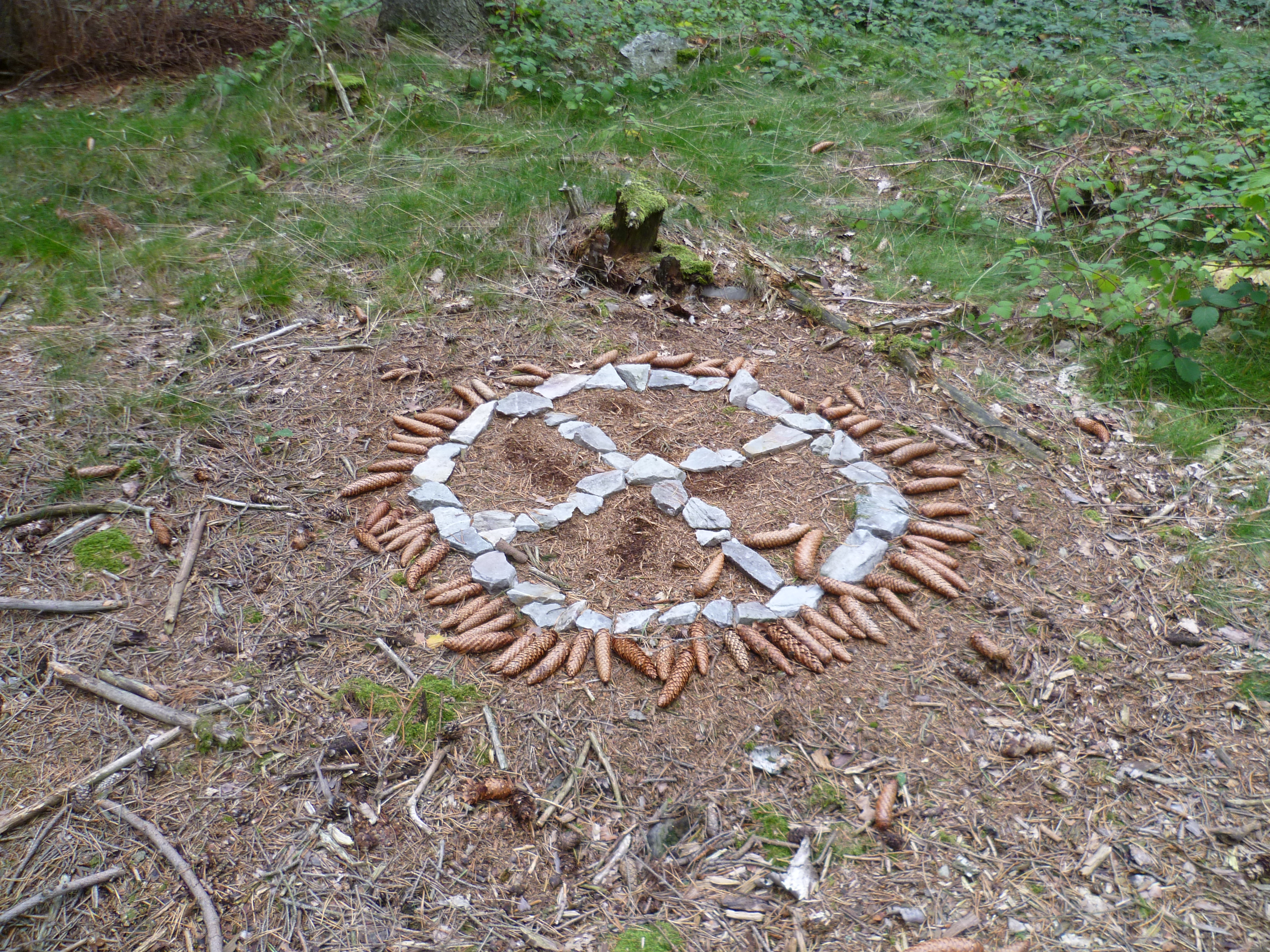
Dekoration mittels eines Keltenrads
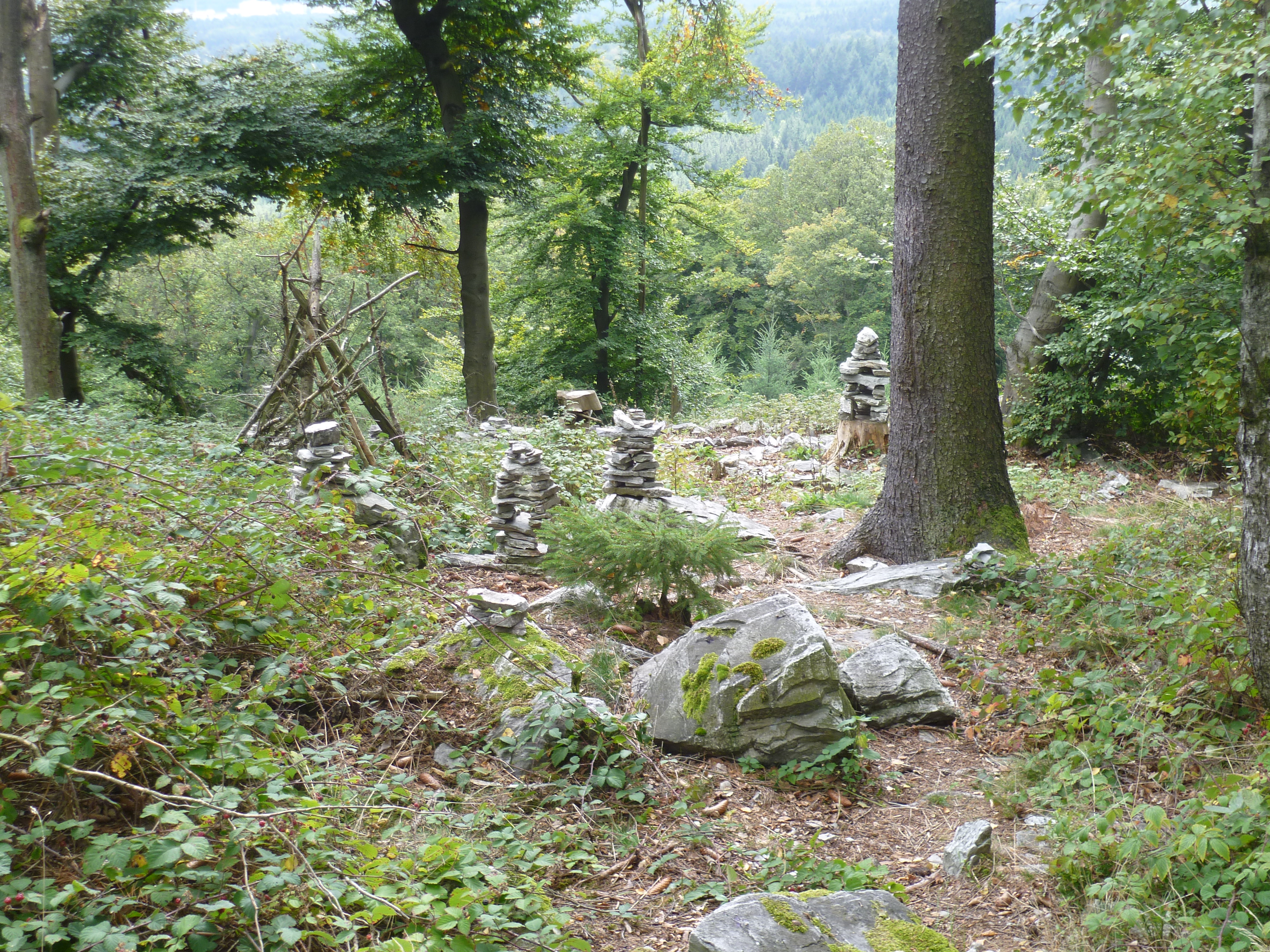
Überall finden sich Steintürme und Kunstwerke am Ringwall Bleibeskopf
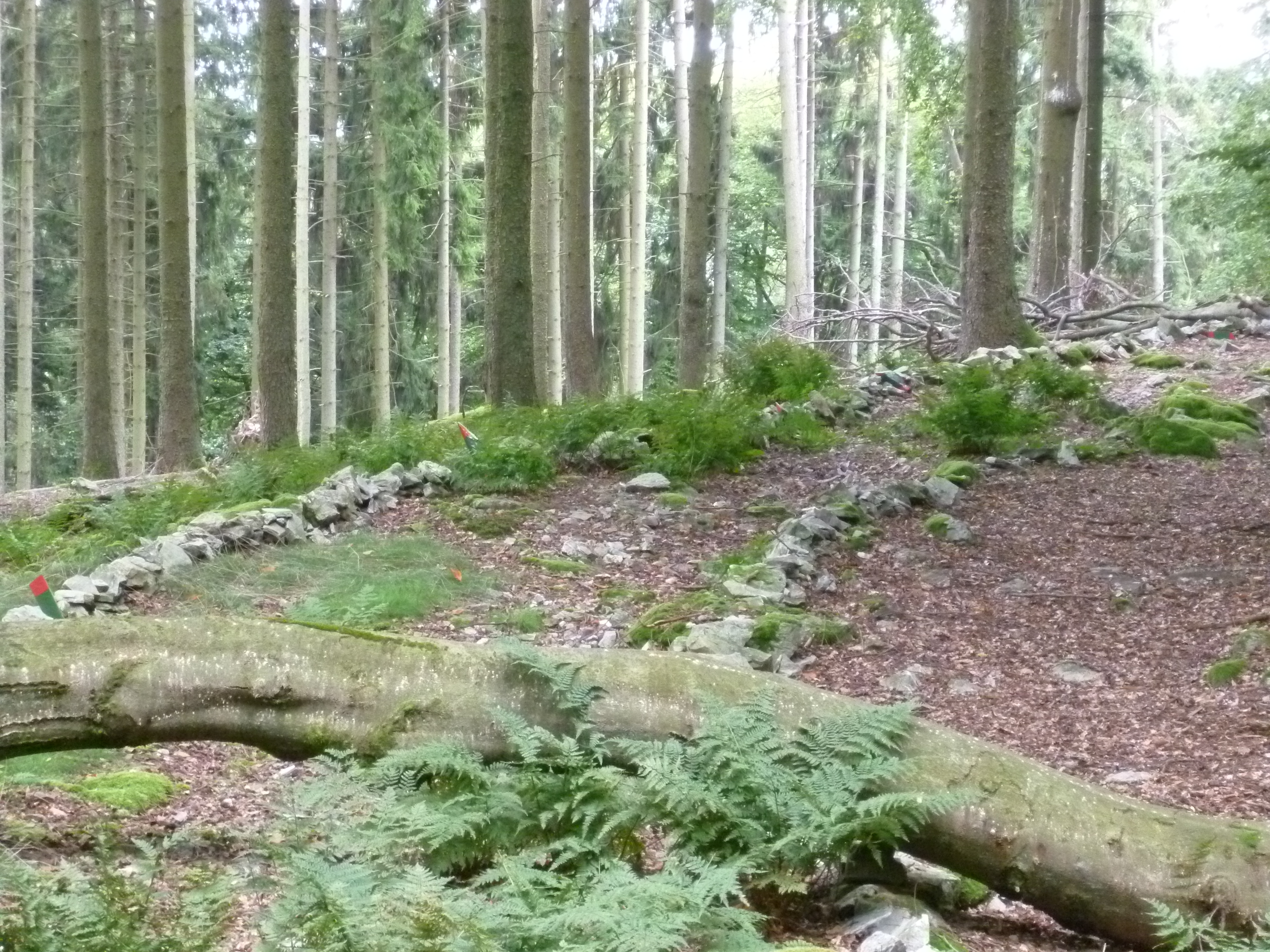
Angedeuteter Verlauf der Trockenmauer
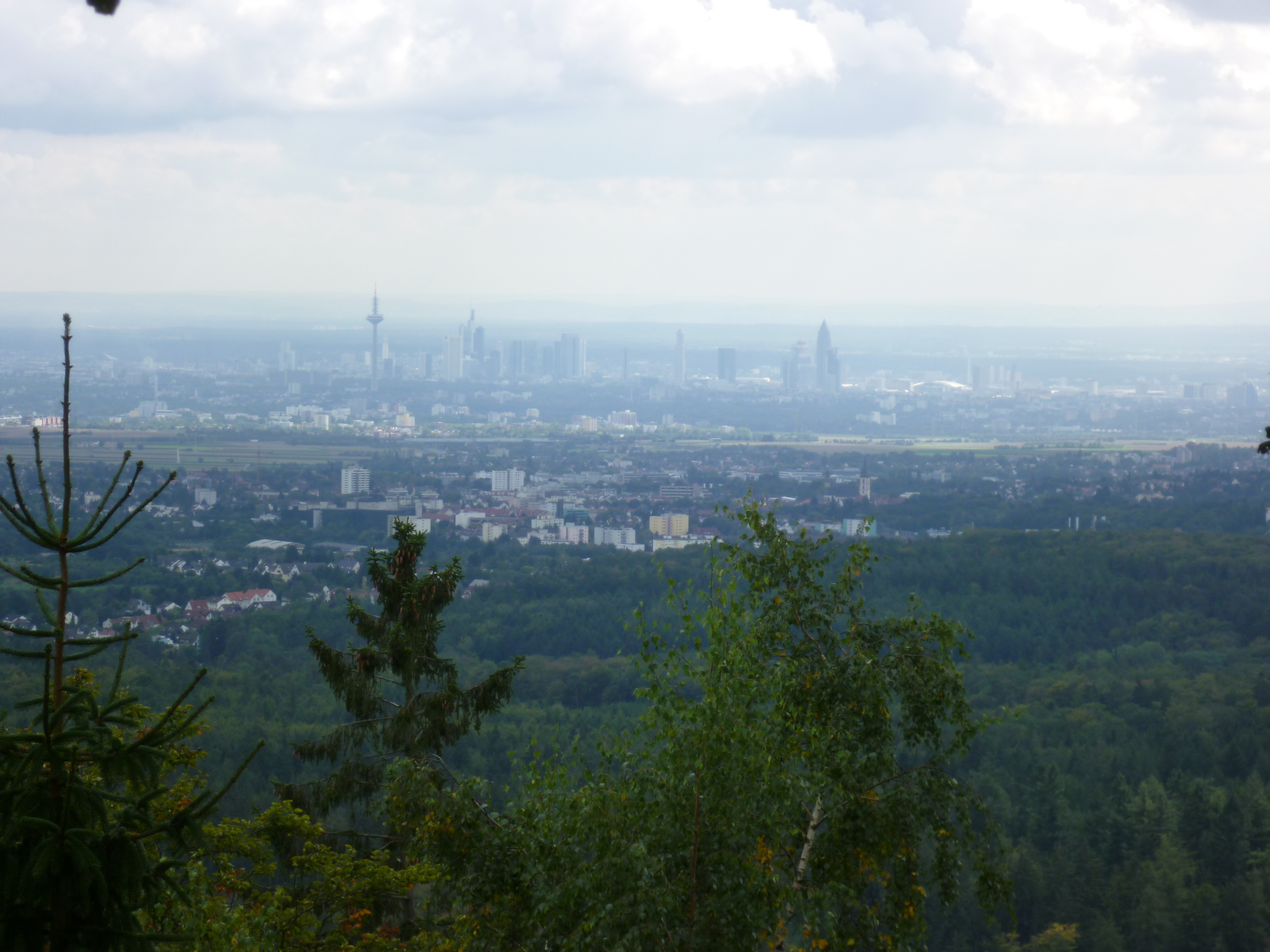
Blick auf Frankfurt am Main